# Obermorschwihr
Obermorschwihr é uma comuna francesa na região administrativa de Grande Leste, no departamento Alto Reno. Estende-se por uma área de 1,59 km². Em 2010 a comuna tinha 364 habitantes (densidade: 228,9 hab./km²).